# جمهوری خلق دونتسک
جمهوری خلق دونتسک یک جمهوری خودخوانده است که در سال ۲۰۲۲ و در طی الحاق جنوب و شرق اوکراین به روسیه به روسیه الحاق شد. اوکراین آن را یک گروه تروریستی می‌شناسد ولی این جمهوری توسط روسیه، سوریه بعثی، کره شمالی و جنبش حوثی‌ها به رسمیت شناخته شده است.

## روابط بین‌الملل
تمام کشورهای عضو سازمان ملل متحد به غیر از کره شمالی، روسیه و سوریه قلمرو تحت کنترل جمهوری خلق دونتسک را بخشی قانونی از اوکراین می‌دانند.
روسیه دونتسک را در ۲۱ فوریه ۲۰۲۲ به رسمیت شناخت، در آن روز ولادیمیر پوتین، رئیس‌جمهور روسیه نیز توافق‌نامه‌هایی را در مورد دوستی، همکاری و کمک با جمهوری‌های خلق دونتسک و لوهانسک امضا کرد.
سوریه در ۲۹ ژوئن ۲۰۲۲ جمهوری خلق دونتسک را به رسمیت شناخت. کره شمالی نیز در ۱۳ ژوئیه ۲۰۲۲ همین کار را کرد.
پس از این کار اوکراین روابط خود با سوریه و کره شمالی را قطع کرد.

## نام
نام دونتسک از رود دونتس گرفته شده است.